# Ithycythara auberiana
Ithycythara auberiana is een slakkensoort uit de familie van de Mangeliidae. De wetenschappelijke naam van de soort werd in 1847 voor het eerst geldig gepubliceerd door Alcide d’Orbigny.